# Distrito electoral de North Russell (condado de Otoe, Nebraska)
North Russell (en inglés: North Russell Precinct) es un distrito electoral ubicado en el condado de Otoe en el estado estadounidense de Nebraska. En el Censo de 2010 tenía una población de 171 habitantes y una densidad poblacional de 1,86 personas por km².

## Geografía
North Russell se encuentra ubicado en las coordenadas 40°44′25″N 96°17′33″O / 40.74028, -96.29250. Según la Oficina del Censo de los Estados Unidos, North Russell tiene una superficie total de 91.91 km², de la cual 91.91 km² corresponden a tierra firme y (0%) 0 km² es agua.

## Demografía
Según el censo de 2010, había 171 personas residiendo en North Russell. La densidad de población era de 1,86 hab./km². De los 171 habitantes, North Russell estaba compuesto por el 98.83% blancos, el 0.58% eran afroamericanos, el 0% eran amerindios, el 0.58% eran asiáticos, el 0% eran isleños del Pacífico, el 0% eran de otras razas y el 0% pertenecían a dos o más razas. Del total de la población el 1.75% eran hispanos o latinos de cualquier raza.